# El juego de la vida
 (срп. Животна игра) мексичка је тинејџерска теленовела, продукцијске куће Телевиса, снимана током 2001. и 2002.

## Синопсис
Фудбалски терен биће једна од главних локација ове теленовеле, у којој играчи не бране свој понос, већ и уче да се у животу држе заједно, без обзира на разултат игре. Лорена, Паулина, Данијела и Фернанда, су за својих седамнаест година прошле разна искушења. Наизглед, оне су четири нераздвојне пријатељице које се држе заједно, воле и сматрају правим сестрама. Али, када се појави млади тренер женског фудбалског тима Хуан Карлос Домингез, настаће права олуја емоција и пометња међу девојкама. Интензивне ситуације покушаће да угасе ентузијазам, одлучност и ведар дух лепим тинејџеркама. Међутим, оне убрзо откривају да ако хоће да буду шампиони, и ако желе да остваре своје циљеве, морају да науче да се боре и дају све од себе како би оствариле своје циљеве… То је права животна игра!

## Улоге
| Глумац                       | Улога                |
| ---------------------------- | -------------------- |
| Сара Малдонадо               | Лорена Алварез       |
| Валентино Ланус              | Хуан Карлос Домингез |
| Маки                         | Тања Видал           |
| Ана Лајевска                 | Паулина де ла Мора   |
| Џаки Гарсија                 | Данијела Дуарте      |
| Маргарита Магања             | Фернанда Пачехо      |
| Раул Араиза                  | Езекјел Домингез     |
| Патрисио Боргет              | Патрисио Фернандез   |
| Мигел Анхел Биагио           | Антонио Тоњо Пачехо  |
| Маурисио Барселата           | Маријано Аларкон     |
| Ингрид Мартс                 | Хеорхина Хина Гузман |
| Габријела Кано               | Арасели Фуентес      |
| Хуан Крлос Мартин дел Окампо | Андрес Миранда       |
| Серхио Очоа                  | Карамело Санчес      |
| Александра Монтерубио        | Синтија Линарес      |
| Диана Осорио                 | Кармен Перез         |
| Родриго Мехија               | Фабијан              |
| Тина Ромеро                  | Мерседес Пачехо      |
| Мануел Флако Ибањез          | Аугусто Видал        |
| Давид Остроски               | Рафаел Дуарте        |
| Силвија Марискал             | Сара Домингез        |
| Хуан Карлос Коломбо          | Игнасио де ла Мора   |
| Ракел Морел                  | Консуело Дуарте      |
| Лусеро Ландер                | Лусија Алварез       |
| Маријана Кар                 | Викторија Видал      |
| Луис Химено                  | Николас Домингез     |
| Ектор Саез                   | Браулио Зуњига       |
| Ото Сирго                    | Хавијер              |
| Поли                         | Летисија Гузман      |
| Марија Фернандез Мало        | Марисол Роблес       |

## Занимљивости
- У последњој епизоди појављују се Арон Дијаз, Хосе Кристијан Чавез, Франциско Рубио, Пабло Мегаљанес, Шерлин и Иран Кастиљо у ликовима које су глумили у теленовели Clase 406.